# Писар великий литовський

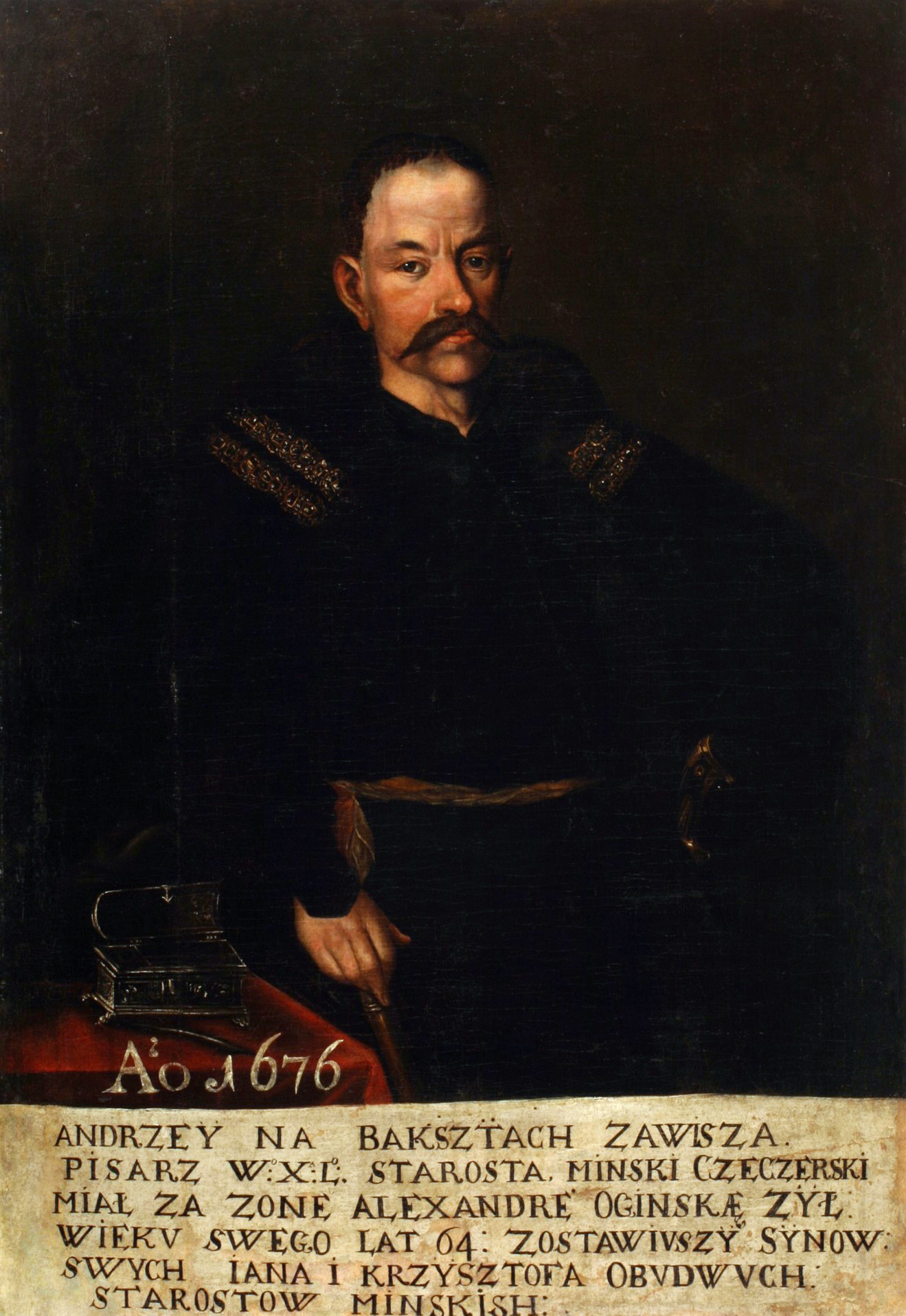
Андрій Казимир Завіша Писар великий литовський (з 1650)

Писар великий литовський (пол. Pisarz wielki litewski, лат. notarius magnus Lithuaniae) — несенаторський центральний уряд Великого князівства Литовського Речі Посполитої, помічник короля та канцлера.

## Історія
Уряд з'являється з XV століття як писар великого князя. З 1504 року уряд іменувався писарем найвищим або великим.
З 1566 року була встановлена постійна кількість писарів, уряд почав називатися писар великий литовський. Перший з них, Миколай Нарушевич, був призначений підскарбієм, але до самої смерті (1575) утримував й уряд писаря. Його наступники на уряді підскарбія надалі також стали займати уряд писаря великого литовського. Окрім Нарушевича було номіновано ще 5 писарів, проте за часів великого князя Стефана Баторія їх кількість була зменшена до 4 (у Короні, натомість, був лише один великий писар).
Спочатку не існувало чіткої послідовності призначення світських і духовних писарів. Така послідовність була встановлена лише 1709 року.
Конвокаційний сейм 1764 року встановив наявність двох писарів великих у Короні та у Литві. 1775 року їх кількість подвоїлася — було запроваджено наявність 1 світського та 3 духовних писарів.

## Обов'язки
Писар працював у великокнязівській канцелярії, підпорядковувався канцлеру та підканцлеру. Він повинен був писати листи та документи, точно й відповідно виражати у текстах ухвали та постанови з громадських справ.
Писар видавав готові документи і дипломи їх адресатам, часто брав участь у посольствах до інших володарів. Це вимагало добрих знань канцелярської справи та знання іноземних мов.
Писар великий засідав з правом вирішального голосу в суді асесорському, працював над формулюванням вироків.

## Деякі відомі писарі великі литовські

### Писарі великого князя
- Богуш Боговитинович
- Іван Семенович Сапіга (1486—1504, 1506—1517)

### Писарі руські великого князя
- Іван Остафійович Горностай (1517—1558)
- Оникій Остафійович Горностай (1531—1541)

#### Писарі господарські
- Іван Семенович Сапіга (з 1488 року)
- Іван Остафійович Горностай (1512-1517)
- Єрмоген-Власій Іванович Горностай (з 1551 року)

### Приватні писарі королівської канцелярії
- Михайло Гарабурда (1559—1563)

### Найвищі писарі
- Іван Юрійович Глібович (з 1530 року)
- Валер'ян Протасевич (1545—1549)
- Лев Потійович Тишкович (1546—1550)
- Остафій Богданович Волович (1551—1566)
- Іван Остафійович Горностай (1558)

### Писарі великі Литовські
- Михайло Гарабурда (1566—1585)
- Федір Скумін-Тишкевич (1576-1586)
- Лев Сапіга (1581—1585)
- Еліаш Пелгжимовський (1586—1608)
- Януш Тишкевич (1609—1621)
- Олександр Корвін-Госевський (1615—1625)
- Кшиштоф Корвін-Госевський (1615—1639)
- Казимир Лев Сапега (1631—1637)
- Філіп Казимир Обухович (1649—1653)
- Вінцент Корвін-Госевський (з 1652 року)
- Александр Кшиштоф Нарушевич (1654-1658)
- Михайло Друцький-Соколинський (1672—1690)
- Ян Владислав Берестовський(1690—1698)
- Йосип Берестовський (1698—1726)
- Михайло Юзеф Масальський (1726—1737)
- Йосип Берестовський (1737—1745)
- Єжи Радзивілл (1744) — уряд не прийняв
- Юзеф Сильвестр Сосновський (1754—1764)
- Удальрік Христофор Радзивілл (1762—1763)
- Антоній Тизенгауз (1763—1764)
- Микола Тадеуш Лопацинський (1764—1777)
- Юзеф Миколай Радзивілл (1764—1773)
- Іґнацій Роман Потоцький (1773—1783)
- Людвік Тишкевич (1775—1780)

#### Духовні писарі великі литовські
- Антоній-Еразм Волович (1744-1748)
- Юзаф Казимир Косаковський (1775—1781)
- Адам Нарушевич (1781—1788)